# Protaetia dayaoensis
Protaetia dayaoensis är en skalbaggsart som beskrevs av Ma 1993. Protaetia dayaoensis ingår i släktet Protaetia och familjen Cetoniidae. Inga underarter finns listade i Catalogue of Life.